# WSA World Tour 2014/15
Die WSA World Tour 2014/15 umfasst alle Squashturniere der Saison 2014/15 der WSA World Tour. Sie begann am 1. August 2014 und endete am 31. Juli 2015. Die nach dem Monat sortierte Übersicht zeigt den Ort des Turniers an, dessen Namen, das ausgeschüttete Gesamtpreisgeld, sowie die Siegerin des Turniers. In der abschließenden Tabelle werden sämtliche Turniersiegerinnen nach der Menge ihrer Titel aufgelistet. Dabei ist es nicht relevant, welche Wertigkeit die von der Spielerin gewonnenen Turniere besaßen, auch wenn eine entsprechende Erfassung erfolgt.
In der Saison 2014/15 fanden insgesamt 83 Turniere statt. Das Gesamtpreisgeld betrug 1.701.000 US-Dollar.

## Tourinformationen

### Anzahl nach Turnierserie
| Turnierserie | WM 1 | WS 2 | Int 100 3 | Int 50 | Int 35 | Int 25 | Ch 15 4 | Ch 10 | Ch 5 |
| ------------ | ---- | ---- | --------- | ------ | ------ | ------ | ------- | ----- | ---- |
| Anzahl       | 1    | 5    | 1         | 5      | 1      | 5      | 10      | 12    | 43   |
| Gesamt       | 1    | 5    | 12        | 12     | 12     | 12     | 65      | 65    | 65   |

## Turnierplan

### August
| Datum         | Ort          | Turnier                                               | Preisgeld | Siegerin          |
| ------------- | ------------ | ----------------------------------------------------- | --------- | ----------------- |
| 04.08.–09.08. | Bogotá       | Club El Nogal Colombian Open 2014                     | $ 15.000  | Samantha Terán    |
| 11.08.–16.08. | Toronto      | Colony Ford Lincoln National Squash Academy Open 2014 | $ 5.000   | Nadine Shahin     |
| 18.08.–23.08. | Kuala Lumpur | CIMB Malaysian Open 2014                              | $ 70.000  | Raneem El Weleily |
| 24.08.–31.08. | Hongkong     | Cathay Pacific Hong Kong Squash Open 2014             | $ 70.000  | Nicol David       |
| 27.08.–30.08. | Kangar       | Malaysian Tour Circuit No6 2014                       | $ 5.000   | Nadine Shahin     |
| 28.08.–31.08. | Rotterdam    | Rotterdam Open 2014                                   | $ 5.000   | Lucie Fialová     |
| 29.08.–31.08. | Sydney       | New South Wales Open 2014                             | $ 5.000   | Christine Nunn    |

### September
| Datum         | Ort           | Turnier                           | Preisgeld | Siegerin          |
| ------------- | ------------- | --------------------------------- | --------- | ----------------- |
| 02.09.–07.09. | Shanghai      | China Open 2014                   | $ 50.000  | Low Wee Wern      |
| 05.09.–07.09. | Coffs Harbour | North Coast Open 2014             | $ 5.000   | Coline Aumard     |
| 08.09.–13.09. | Irvine        | Equinox Orange County Open 2014   | $ 10.000  | Emily Whitlock    |
| 16.09.–21.09. | Huixquilucan  | Abierto Mexicano de Raquetas 2014 | $ 15.000  | Olivia Blatchford |
| 16.09.–21.09. | Alexandria    | Atlantis Sporting Club Open 2014  | $ 25.000  | Habiba Mohamed    |
| 19.09.–21.09. | Alor Gajah    | Malaysian Tour Circuit No8 2014   | $ 5.000   | Nouran El Torky   |
| 23.09.–26.09. | London        | NASH Cup 2014                     | $ 5.000   | Kanzy El Defrawy  |
| 26.09.–28.09. | Kuching       | Malaysian Tour Circuit No9 2014   | $ 5.000   | Lotte Eriksen     |
| 30.09.–06.10. | New York City | Carol Weymuller Open 2014         | $ 50.000  | Alison Waters     |

### Oktober
| Datum         | Ort              | Turnier                                                     | Preisgeld | Siegerin               |
| ------------- | ---------------- | ----------------------------------------------------------- | --------- | ---------------------- |
| 02.10.–05.10. | Jaipur           | JSW WSA Indian Circuit No1 2014                             | $ 5.000   | Nouran El Torky        |
| 09.10.–12.10. | Mumbai           | JSW WSA Indian Circuit No2 2014                             | $ 5.000   | Nouran El Torky        |
| 13.10.–17.10. | Philadelphia     | Delaware Investments US Open 2014                           | $ 115.000 | Nicol David            |
| 16.10.–19.10. | Mumbai           | JSW WSA Indian Circuit No3 2014                             | $ 5.000   | Dipika Pallikal        |
| 17.10.–19.10. | Clermont-Ferrand | Open International des Volcans 2014                         | $ 5.000   | Coline Aumard          |
| 21.10.–26.10. | Padua            | Open D’Italia 2014                                          | $ 10.000  | Mariam Metwally        |
| 21.10.–26.10. | Macau            | Macau Open 2014                                             | $ 50.000  | Nicol David            |
| 22.10.–26.10. | Mississauga      | Manulife Investments WSA Tournament at Club Meadowvale 2014 | $ 5.000   | Olivia Blatchford      |
| 23.10.–26.10. | Devonport        | Tasmanian Open 2014                                         | $ 5.000   | Fiona Moverley         |
| 25.10.–29.10. | Chennai          | JSW WSA Indian Circuit No4 2014                             | $ 10.000  | Dipika Pallikal        |
| 30.10.–02.11. | Mackay           | Mackay Open 2014                                            | $ 5.000   | Victoria Temple-Murray |
| 30.10.–03.11. | Tokio            | Pro Squash in Japan Tokyo 2014                              | $ 10.000  | Misaki Kobayashi       |

### November
| Datum         | Ort             | Turnier                                 | Preisgeld | Siegerin         |
| ------------- | --------------- | --------------------------------------- | --------- | ---------------- |
| 03.11.–07.11. | Monaco          | Monte Carlo Classic 2014                | $ 25.000  | Nouran Gohar     |
| 03.11.–08.11. | Lagos           | Lagos International Classic 2014        | $ 15.000  | Heba El Torky    |
| 07.11.–09.11. | Brisbane        | Queensland Open 2014                    | $ 5.000   | Christine Nunn   |
| 12.11.–15.11. | Créteil         | WSA du Comite du Val de Marne Open 2014 | $ 5.000   | Coline Aumard    |
| 13.11.–16.11. | Charlottesville | Boar’s Head Sports Club Open 2014       | $ 10.000  | Emily Whitlock   |
| 14.11.–16.11. | Kota Bharu      | Malaysian Tour Circuit No10 2014        | $ 5.000   | Megan Craig      |
| 14.11.–16.11. | Caboolture      | Caboolture Open 2014                    | $ 5.000   | Rachael Grinham  |
| 17.11.–22.11. | Penang          | IJM Land Penang Open 2014               | $ 10.000  | Delia Arnold     |
| 19.11.–23.11. | Tuxedo Park     | LiveStuff Open 2014                     | $ 5.000   | Millie Tomlinson |
| 26.11.–30.11. | London          | London Open 2014                        | $ 5.000   | Yathreb Adel     |

### Dezember
| Datum         | Ort         | Turnier                                  | Preisgeld | Siegerin        |
| ------------- | ----------- | ---------------------------------------- | --------- | --------------- |
| 08.12.–12.12. | Mississauga | ORC Open 2014                            | $ 5.000   | Hollie Naughton |
| 12.12.–19.12. | Kairo       | Squash-Weltmeisterschaft der Frauen 2014 | $ 150.000 | Nicol David     |

### Januar
| Datum         | Ort           | Turnier                                   | Preisgeld | Siegerin          |
| ------------- | ------------- | ----------------------------------------- | --------- | ----------------- |
| 07.01.–11.01. | Berwyn        | Liberty Bell Open 2015                    | $ 5.000   | Millie Tomlinson  |
| 16.01.–23.01. | New York City | J. P. Morgan Tournament of Champions 2015 | $ 50.000  | Raneem El Weleily |
| 23.01.–25.01. | Ipswich       | Australia Day Challenge 2015              | $ 5.000   | Megan Craig       |
| 28.01.–01.02. | Winnipeg      | Winnipeg Winter Club Open 2015            | $ 15.000  | Dipika Pallikal   |
| 29.01.–01.02. | Edinburgh     | Edinburgh Open 2015                       | $ 5.000   | Fiona Moverley    |
| 29.01.–03.02. | Cleveland     | Cleveland Classic 2015                    | $ 50.000  | Nicol David       |

### Februar
| Datum         | Ort        | Turnier                                   | Preisgeld | Siegerin          |
| ------------- | ---------- | ----------------------------------------- | --------- | ----------------- |
| 04.02.–08.02. | Wilmington | CSC Delaware Open 2015                    | $ 10.000  | Samantha Cornett  |
| 16.02.–20.02. | Toronto    | Granite Open 2015                         | $ 25.000  | Sarah-Jane Perry  |
| 17.02.–22.02. | Alexandria | Pharco Alexandria Sporting Club Open 2015 | $ 5.000   | Hana Ramadan      |
| 24.02.–04.03. | Chicago    | Guggenheim Partners Windy City Open 2015  | $ 150.000 | Raneem El Weleily |

### März
| Datum         | Ort        | Turnier                                                       | Preisgeld | Siegerin              |
| ------------- | ---------- | ------------------------------------------------------------- | --------- | --------------------- |
| 03.03.–08.03. | Seattle    | Stratos Seattle Open 2015                                     | $ 5.000   | Donna Urquhart        |
| 04.03.–08.03. | St. Louis  | Emerson Racquet Club Pro Series 2015                          | $ 15.000  | Emma Beddoes          |
| 10.03.–15.03. | Calgary    | Calgary CFO Consulting Services Calgary Squash Week Open 2015 | $ 15.000  | Emily Whitlock        |
| 16.03.–19.03. | Montreal   | Montreal Open 2015                                            | $ 5.000   | Marie Stephan         |
| 19.03.–22.03. | Genf       | Geneva Open 2015                                              | $ 5.000   | Hania El Hammamy      |
| 23.03.–27.03. | Seremban   | Malaysian Tour Squash I 2015                                  | $ 5.000   | Liu Tsz-Ling          |
| 30.03.–04.04. | Rawalpindi | Bahria Town International 2015                                | $ 10.000  | Maria Toorpakai Wazir |

### April
| Datum         | Ort          | Turnier                              | Preisgeld | Siegerin              |
| ------------- | ------------ | ------------------------------------ | --------- | --------------------- |
| 07.04.–12.04. | Houston      | Texas Open 2015                      | $ 35.000  | Amanda Sobhy          |
| 14.04.–18.04. | Richmond     | Richmond Open 2015                   | $ 10.000  | Samantha Cornett      |
| 15.04.–18.04. | Paderborn    | Paderborn Open 2015                  | $ 5.000   | Olivia Blatchford     |
| 19.04.–24.04. | Johannesburg | Assore Gauteng Open 2015             | $ 5.000   | Siyoli Waters         |
| 20.04.–24.04. | Paya Rumput  | Malaysian Tour Squash II 2015        | $ 5.000   | Milou van der Heijden |
| 20.04.–25.04. | Dublin       | GillenMarkets Irish Squash Open 2015 | $ 15.000  | Madeline Perry        |
| 25.04.–01.05. | Kapstadt     | Keith Grainger Memorial 2015         | $ 5.000   | Siyoli Waters         |

### Mai
| Datum         | Ort               | Turnier                                         | Preisgeld | Siegerin              |
| ------------- | ----------------- | ----------------------------------------------- | --------- | --------------------- |
| 05.05.–09.05. | Chorley           | CourtCare Open 2015                             | $ 15.000  | Emily Whitlock        |
| 08.05.–10.05. | Darwin            | NT Open 2015                                    | $ 10.000  | Amanda Landers-Murphy |
| 10.05.–17.05. | Hull              | Allam Marine British Open 2015                  | $ 150.000 | Camille Serme         |
| 13.05.–17.05. | Adelaide          | South Australian Open 2015                      | $ 5.000   | Liu Tsz-Ling          |
| 18.05.–23.05. | Scharm El-Scheich | Sharm El Sheikh International Championship 2015 | $ 25.000  | Tesni Evans           |
| 19.05.–22.05. | Kuala Lumpur      | Malaysian Tour Squash III 2015                  | $ 5.000   | Vanessa Chu           |
| 21.05.–24.05. | Perth             | City of Perth WA Open 2015                      | $ 5.000   | Megan Craig           |
| 25.05.–30.05. | Hongkong          | HKFC WSA 25 2015                                | $ 25.000  | Annie Au              |
| 26.05.–29.05. | Kuala Lumpur      | Malaysian Tour Squash IV 2015                   | $ 5.000   | Vanessa Chu           |

### Juni
| Datum         | Ort              | Turnier                                                         | Preisgeld | Siegerin          |
| ------------- | ---------------- | --------------------------------------------------------------- | --------- | ----------------- |
| 03.06.–07.06. | Palmerston North | Fitzherbert Rowe Manawatu Lawyers NZ International Classic 2015 | $ 10.000  | Joey Chan         |
| 04.06.–07.06. | Bukarest         | Dafi Consult Invest Bucharest Open 2015,                        | $ 5.000   | Millie Tomlinson  |
| 04.06.–10.06. | Alexandria       | Alexandria International Squash Open 2015                       | $ 100.000 | Raneem El Weleily |
| 12.06.–14.06. | Christchurch     | Squashways Canterbury Open 2015                                 | $ 5.000   | Megan Craig       |
| 17.06.–21.06. | Invercargill     | Invercargill Licensing Trust NZ Southern Open 2015              | $ 10.000  | Misaki Kobayashi  |
| 28.06.–03.07. | Paris            | Des Pyramides Open 2015                                         | $ 15.000  | Emily Whitlock    |

### Juli
| Datum         | Ort       | Turnier                      | Preisgeld | Siegerin        |
| ------------- | --------- | ---------------------------- | --------- | --------------- |
| 07.07.–11.07. | Hongkong  | HK Challenge Cup 2015        | $ 5.000   | Lee Ka-Yi       |
| 23.07.–26.07. | Devonport | Tasmania Open 2015           | $ 5.000   | Christine Nunn  |
| 27.07.–02.08. | Melbourne | Victorian Open 2015          | $ 16.000  | Joshna Chinappa |
| 28.07.–31.07. | Kuching   | Malaysian Tour Squash V 2015 | $ 5.000   | Tong Tsz-Wing   |

## Turniersiegerinnen
| Platz | Spielerin              | Siege | WM 1 | WS 2 | Int 100 4 | Int 50 | Int 35 | Int 25 | Ch 15 4 | Ch 10 | Ch 5 |
| ----- | ---------------------- | ----- | ---- | ---- | --------- | ------ | ------ | ------ | ------- | ----- | ---- |
| 1.    | Nicol David            | 5     | 1    | 2    |           | 2      |        |        |         |       |      |
| 1.    | Emily Whitlock         | 5     |      |      |           |        |        |        | 3       | 2     |      |
| 3.    | Megan Craig            | 4     |      |      |           |        |        |        |         |       | 4    |
| 3.    | Raneem El Weleily      | 4     |      | 2    | 1         | 1      |        |        |         |       |      |
| 5.    | Coline Aumard          | 3     |      |      |           |        |        |        |         |       | 3    |
| 5.    | Olivia Blatchford      | 3     |      |      |           |        |        |        | 1       |       | 2    |
| 5.    | Nouran El Torky        | 3     |      |      |           |        |        |        |         |       | 3    |
| 5.    | Christine Nunn         | 3     |      |      |           |        |        |        |         |       | 3    |
| 5.    | Dipika Pallikal        | 3     |      |      |           |        |        |        | 1       | 1     | 1    |
| 5.    | Millie Tomlinson       | 3     |      |      |           |        |        |        |         |       | 3    |
| 11.   | Vanessa Chu            | 2     |      |      |           |        |        |        |         |       | 2    |
| 11.   | Samantha Cornett       | 2     |      |      |           |        |        |        |         | 2     |      |
| 11.   | Misaki Kobayashi       | 2     |      |      |           |        |        |        |         | 2     |      |
| 11.   | Liu Tsz-Ling           | 2     |      |      |           |        |        |        |         |       | 2    |
| 11.   | Fiona Moverley         | 2     |      |      |           |        |        |        |         |       | 2    |
| 11.   | Nadine Shahin          | 2     |      |      |           |        |        |        |         |       | 2    |
| 11.   | Siyoli Waters          | 2     |      |      |           |        |        |        |         |       | 2    |
| 18.   | Yathreb Adel           | 1     |      |      |           |        |        |        |         |       | 1    |
| 18.   | Delia Arnold           | 1     |      |      |           |        |        |        |         | 1     |      |
| 18.   | Annie Au               | 1     |      |      |           |        |        | 1      |         |       |      |
| 18.   | Emma Beddoes           | 1     |      |      |           |        |        |        | 1       |       |      |
| 18.   | Joey Chan              | 1     |      |      |           |        |        |        |         | 1     |      |
| 18.   | Joshna Chinappa        | 1     |      |      |           |        |        |        | 1       |       |      |
| 18.   | Kanzy El Defrawy       | 1     |      |      |           |        |        |        |         |       | 1    |
| 18.   | Hania El Hammamy       | 1     |      |      |           |        |        |        |         |       | 1    |
| 18.   | Heba El Torky          | 1     |      |      |           |        |        |        | 1       |       |      |
| 18.   | Lotte Eriksen          | 1     |      |      |           |        |        |        |         |       | 1    |
| 18.   | Tesni Evans            | 1     |      |      |           |        |        | 1      |         |       |      |
| 18.   | Lucie Fialová          | 1     |      |      |           |        |        |        |         |       | 1    |
| 18.   | Nouran Gohar           | 1     |      |      |           |        |        | 1      |         |       |      |
| 18.   | Natalie Grinham        | 1     |      |      |           |        |        |        |         |       | 1    |
| 18.   | Amanda Landers-Murphy  | 1     |      |      |           |        |        |        |         | 1     |      |
| 18.   | Lee Ka-Yi              | 1     |      |      |           |        |        |        |         |       | 1    |
| 18.   | Mariam Metwally        | 1     |      |      |           |        |        |        |         | 1     |      |
| 18.   | Habiba Mohamed         | 1     |      |      |           |        |        | 1      |         |       |      |
| 18.   | Hollie Naughton        | 1     |      |      |           |        |        |        |         |       | 1    |
| 18.   | Madeline Perry         | 1     |      |      |           |        |        |        | 1       |       |      |
| 18.   | Sarah-Jane Perry       | 1     |      |      |           |        |        | 1      |         |       |      |
| 18.   | Hana Ramadan           | 1     |      |      |           |        |        |        |         |       | 1    |
| 18.   | Camille Serme          | 1     |      | 1    |           |        |        |        |         |       |      |
| 18.   | Amanda Sobhy           | 1     |      |      |           |        | 1      |        |         |       |      |
| 18.   | Marie Stephan          | 1     |      |      |           |        |        |        |         |       | 1    |
| 18.   | Victoria Temple-Murray | 1     |      |      |           |        |        |        |         |       | 1    |
| 18.   | Samantha Terán         | 1     |      |      |           |        |        |        | 1       |       |      |
| 18.   | Tong Tsz-Wing          | 1     |      |      |           |        |        |        |         |       | 1    |
| 18.   | Maria Toorpakai Wazir  | 1     |      |      |           |        |        |        |         | 1     |      |
| 18.   | Donna Urquhart         | 1     |      |      |           |        |        |        |         |       | 1    |
| 18.   | Milou van der Heijden  | 1     |      |      |           |        |        |        |         |       | 1    |
| 18.   | Alison Waters          | 1     |      |      |           | 1      |        |        |         |       |      |
| 18.   | Low Wee Wern           | 1     |      |      |           | 1      |        |        |         |       |      |

 1 WSA Weltmeisterschaft

 2 WSA World Series

 3 WSA International

 4 WSA Challenger